# Álvaro Sáenz-Laguna
 Álvaro Sáenz-Laguna (Talcahuano, Chile, 4 de septiembre de 1991) es un futbolista chileno. Juega de portero y actualmente esta sin club luego de que no le renovaran contrato en Huachipato

## Clubes
| Club       | País  | Año       |
| ---------- | ----- | --------- |
| Huachipato | Chile | 2010-2016 |

## Palmarés

### Torneos nacionales
| Título           | Club       | País  | Año    |
| ---------------- | ---------- | ----- | ------ |
| Primera División | Huachipato | Chile | 2012-C |

- Datos: Q6172927